# Shane McRae
Shane McRae (Gainesville, 23 luglio 1977) è un attore statunitense noto per il ruolo di Taylor nella serie Sneaky Pete e di Dickie Barrett in Paradise Lost.

## Filmografia parziale

### Cinema
- Killer Pad, regia di Robert Englund (2008)
- The Collective, regia di Judson Pearce Morgan e Kelly Overton (2008)
- I guardiani del destino (The Adjustment Bureau), regia di George Nolfi (2011)
- The Help, regia di Tate Taylor (2011)
- Amore per finta (One Small Hitch), regia di John Burgess (2013)
- Still Alice, regia di Wash Westmoreland e Richard Glatzer (2014)
- Better Off Single, regia di Benjamin Cox (2016)
- Quando l'amore bussa in ufficio (Modern Persuasion), regia di Alex Appel e Jonathan Lisecki (2020)
- Lansky, regia di Eytan Rockaway (2021)
- L'incontro (Encounter), regia di Michael Pearce (2021)

### Televisione
- Terra promessa (Promised Land) – serie TV, un episodio (1998)
- Una vita da vivere (One Life to Live) – serie TV, 3 episodi (2004)
- Law & Order: Criminal Intent – serie TV, un episodio (2006)
- Four Kings – serie TV, 13 episodi (2006)
- Robot Chicken – serie TV, 2 episodi (2006-2008)
- Cold Case - Delitti irrisolti (Cold Case) – serie TV, un episodio (2007)
- Medium – serie TV, un episodio (2009)
- Gossip Girl – serie TV, un episodio (2009)
- Law & Order - Unità vittime speciali (Law & Order: Special Victims Unit) – serie TV, un episodio (2011)
- Blue Bloods – serie TV, un episodio (2012)
- Chicago Fire – serie TV, 3 episodi (2013)
- Rewind, regia di Jack Bender – film TV (2013)
- The Following – serie TV, 8 episodi (2014)
- Forever – serie TV, un episodio (2014)
- Nashville – serie TV, 2 episodi (2015-2016)
- Sneaky Pete – serie TV, 30 episodi (2015-2019)
- Game of Silence – serie TV, un episodio (2016)
- Paradise Lost – serie TV, 10 episodi (2020)
- Daily Alaskan (Alaskan) – serie TV, 9 episodi (2022)
- Silo – serie TV, 4 episodi (2023)

## Doppiatori italiani
Nelle versioni in italiano delle opere in cui ha recitato, Shane McRae è stato doppiato da:
- Edoardo Stoppacciaro in Chicago Fire, Still Alice
- Luca Ghignone in Law & Order: Criminal Intent
- Davide Lepore in Cold Case - Delitti irrisolti
- Roberto Certomà ne I guardiani del destino
- Riccardo Rossi in Bad Teacher - Una cattiva maestra
- Stefano Crescentini in Law & Order - Unità vittime speciali
- Alessandro Budroni in Blue Bloods
- Sacha Pilara in Amore per finta
- Stefano Macchi in Sneaky Pete
- Daniele Raffaeli in Quando l'amore bussa in ufficio
- Carlo Petruccetti in Daily Alaskan